# Xavi

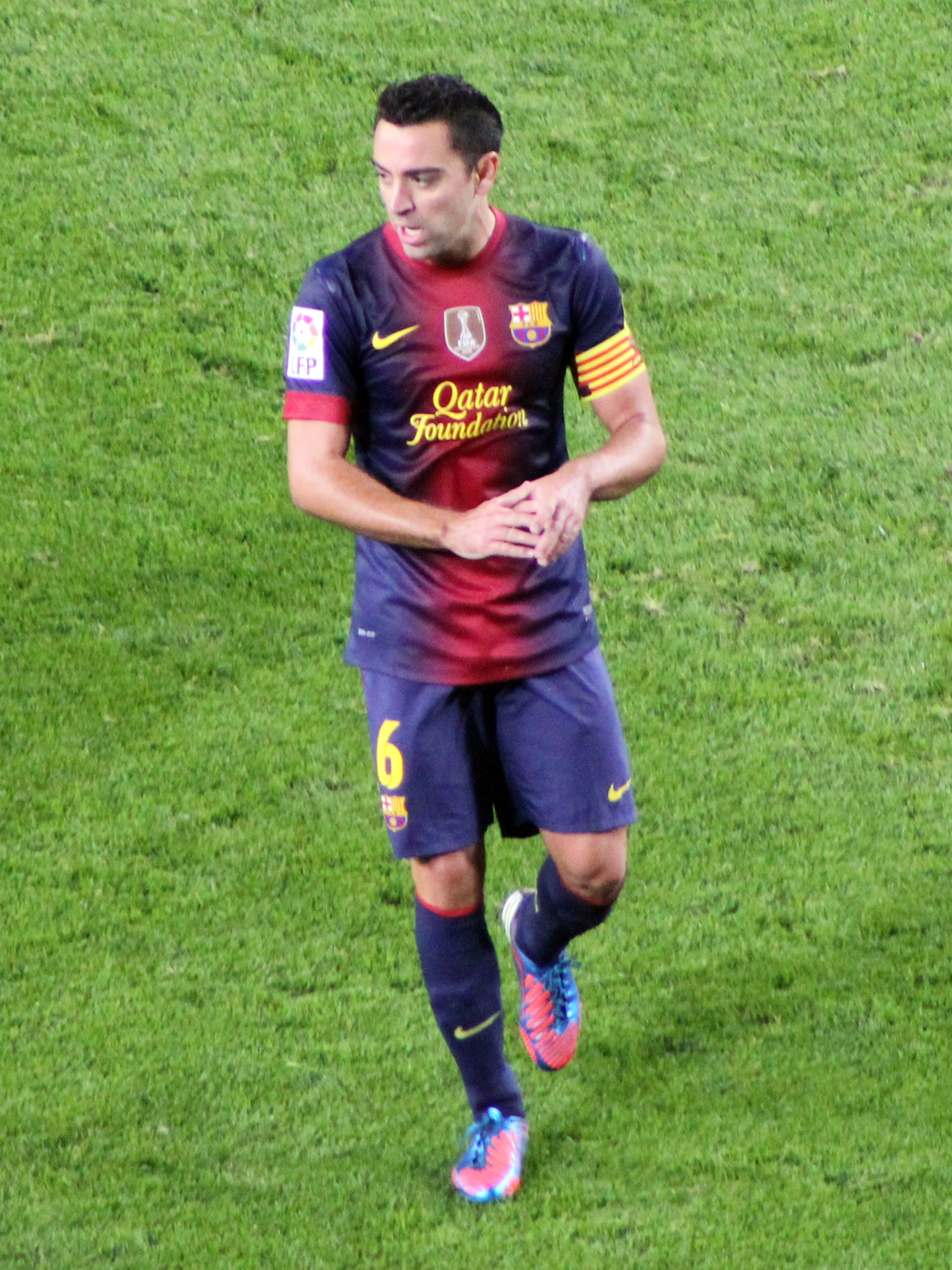
Xavi i FC Barcelona 2012

Xavier Hernández Creus, född 25 januari 1980 i Terrassa i Spanien (Katalonien), mest känd som bara Xavi, är en spansk fotbollstränare och före detta fotbollsspelare. Xavi spelade för FC Barcelona:s A-lag mellan 1998 och 2015. Mellan 2000 och 2014 spelade han även för spanska landslaget. Han var med i truppen då Spanien spelade OS 2000, VM 2002, EM 2004, VM 2006, EM 2008, VM 2010, EM 2012 samt VM 2014. Han spelade även för det katalanska landslaget.

## Klubbkarriär
Xavier har tillbringat nästan hela sin fotbollskarriär på Camp Nou och började spela för FC Barcelona som 11-åring. Han tog sig snabbt uppåt i ungdoms- och reservlagen och var med då FC Barcelona B blev uppflyttade till Segunda División under ledning av tränaren Jordi Ganzalvo. Vid 19 års ålder skulle han gå till italienska AC Milan men hans mamma stoppade övergången.
Han gjorde A-lagsdebut för Barcelona 1998 i spanska supercupen mot Mallorca och gjorde då mål. Xavi var tidigt tänkt som ersättare för den dåvarande spelmotorn i laget Josep Guardiola som tränade Barcelonas A-lag 2008 till 2012. Som spelare var Guardiola en ikon hos fansen och många undrade om Xavi verkligen skulle kunna ersätta honom.
Xavi har med Barcelona vunnit spanska ligan 3 år i rad 2009-2011 och Champions League 4 gånger 2006, 2009, 2011 och 2015. Totalt har Xavi (maj 2016) vunnit spanska ligan 7 gånger vilket är rekord för en enskild spelare i klubben.. Xavi har blivit nominerad till topp tre världens bästa spelare tre år i rad, 2009, 2010 och 2011.
Trots att han oftast användes som offensiv mittfältare var Xavi även kapabel till att spela defensivt, strax framför försvarslinjen. Xavi var vicekapten sedan Barcelona vann La Liga säsongen 2004/2005 tills förstekaptenen och klubblegendaren Carles Puyol lade skorna på hyllan efter säsongen 2014 då Xavi tog över som kapten. Den 29 augusti 2013 blev Xavi historisk då han blev den spanska spelaren med flest titlar.
2 september 2007 gjorde Xavi sin 250:e La Liga-match för Barcelona, då 27 år gammal.
11 januari 2009 gjorde Xavi sin 300:e La Liga-match för Barcelona, då 28 år gammal; han mäktade också med att göra mål vilket betydde 2–2 för hans Barcelona.
10 december 2011 gjorde Xavi sin 600:e match för Barcelona. Matchen vann "Barça" med 3-1 mot ärkerivalen Real Madrid och han gjorde själv ett mål. Xavi är också den spelare som har gjort flest matcher för Barcelona.. 
Den 23 maj 2015 spelade Xavi sin sista La Liga-match för Barcelona, som han efter 18 år i A-laget beslutade sig för att lämna Barcelona. I hans allra sista match den 6 juni 2015 i Champions League-finalen mot Juventus kom han in i den 77e minuten och ersatte Iniesta, där han fick lyfta Champions League-bucklan. Han blev även ligamästare för sjunde gången några veckor innan Champions League-finalen.. Xavis kontrakt med Barcelona löpte till 2016 och var enligt klubben värt 100 miljoner brittiska pund.
Åren 2015–2019 spelade Xavi med qatariska Al-Sadd.

## Landslagskarriär
Xavi gjorde sin första match för landslaget 15 november 2000 mot Nederländerna och har sedan dess varit en ständigt återkommande spelare i truppen.
Hans deltagande i VM 2006 såg länge ut att vara i fara p.g.a. en knäskada men han återställdes i tid och togs ut till Luis Aragonés VM-trupp. Aragonés sade: "Folk säger att det är riskfyllt att ta med Xavi, men jag menar att det hade varit riskfyllt att låta honom stanna hemma."
Xavi Hernandez var även inkluderad i Spaniens EM-trupp 2008, då Spanien tog guld och Xavi själv blev utsedd till turneringens bäste spelare. Xavi var även med när Spanien vann VM-guld 2010 och var med och försvarade EM-guldet 2012. Han spelade även en match i VM 2014, där Spanien åkte ut i gruppspelet. Den 5 augusti 2014 meddelade Xavi att han lämnar det spanska landslaget.

## Spelstil
Xavi anses allmänt vara en av världens bästa spelare och en av de absolut bästa mittfältarna ur sin generation. En del menar även att han är den bäste centrala mittfältaren någonsin.. Xavi har flera gånger varit slutnominerad (bland 3 spelare) till Fifas utmärkelse världens bäste spelare men har aldrig vunnit utmärkelsen. Han var tillsammans med lagkamraten Lionel Messi och Cristiano Ronaldo nominerad även till priset som bäst i världen 2011.
Xavi var en av många spelare i Barcelona som inte spelat för någon annat lag som proffs i Europa. Bland de andra återfinns till exempel Andrés Iniesta och Carles Puyol.
Xavis spelstil kännetecknas av lysande spelförståelse och passningsskicklighet samt en förmåga att skapa sig utrymme och tid för att fördela passningarna från sin centrala mittfältsposition. Detta har gjort honom till en mycket viktig spelare i såväl FC Barcelona som spanska landslaget.

## Meriter

### FC Barcelona
- La Liga: 1998/1999, 2004/2005, 2005/2006, 2008/2009, 2009/2010, 2010/2011, 2012/2013, 2014/2015
- Uefa Champions League: 2005/2006, 2008/2009, 2010/2011, 2014/2015
- Copa del Rey: 2008/2009, 2011/2012, 2014/2015
- Supercopa de España: 2005, 2006, 2009, 2010, 2011, 2013
- Uefa Super Cup: 2009, 2011
- Världsmästerskapet i fotboll för klubblag: 2009, 2011

### Spanien
- EM-Guld 2008
- VM-Guld 2010
- EM-Guld 2012

### Individuellt
- FIFA World XI Team 2008, 2009, 2010, 2011, 2012, 2013 (FIFA:s Världslag)